# Telefonia Dolnego Śląska
Telefonia na Dolnym Śląsku

## Do 1944 roku
Według stanu z 1938 roku na Dolnym Śląsku działało wówczas 60 central telefonii międzymiastowej, 550 miejscowej i 700 abonenckiej. Położonych było 3100 km kabli sieci miejscowej, 2000 km dalekosiężnej i okręgowej oraz 6700 km napowietrznej międzymiastowej. W samym Wrocławiu działały cztery duże centrale telefoniczne: Centrum, Północ, Południe i Stefan oraz dwie lokalne: w Leśnicy i na Psim Polu.

### Zniszczenia wojenne
Po wyzwoleniu Twierdzy Wrocław dokonano szacunkowego bilansu zniszczeń urządzeń telekomunikacyjnych na Dolnym Śląsku. W 70 procentach zniszczone zostały centrale telefoniczne (42 międzymiastowe, 385 miejscowych i około 490 abonenckich), w 50 procentach kable sieci miejscowej (razem 1600 km kabli), w 60 procentach kable dalekosiężne i okręgowe (1200 km) i w 80 procentach telefoniczne linie napowietrzne międzymiastowe (ok. 5400 km). Ponadto zniszczeniu uległa połowa budynków pocztowo-telekomunikacyjnych, 80 procent sprzętu i innego inwentarza oraz 90 procent środków przewozowo-transportowych. Zniszczenia dotknęły głównie północnych rejonów Dolnego Śląska, zaś południowe rejony, z niewielkimi wyjątkami, ocalały od zniszczeń. Z tych rejonów później gromadzono sprzęt telekomunikacyjny do odbudowy sieci Dyrekcji Okręgu Poczt i Telegrafów we Wrocławiu.

## Okres powojenny
Po zakończeniu działań wojennych rozpoczęła się odbudowa systemu telefonicznego na Dolnym Śląsku. Pierwsza centrala telefoniczna uruchomiona została tuż po wyzwoleniu, w Opolu, która obsługiwała wszystkie rozmowy międzymiastowe rejonu przez 5-numerową łącznicę. Pierwszy Rejonowy Urząd Telefoniczno-Telegraficzny na Dolnym Śląsku rozpoczął działalność 16 maja 1945 roku w Legnicy. Obsługiwał Dyrekcję Okręgu Poczt i Telegrafów we Wrocławiu oraz większość administracji terytorialnej Dolnego Śląska. We Wrocławiu 1 sierpnia tego samego roku uruchomiono tymczasową łącznicę telefoniczną ruchu publicznego na 20 numerów. W ten sposób otrzymano pierwsze połączenie międzymiastowe Wrocław-Kalisz. Osobną centralę telefoniczną Wrocław otrzymał 14 sierpnia 1945, co umożliwiło sprawniejsze połączenie z niektórymi miastami Dolnego Śląska. Posiadała ona 18 570 numerów, w tym 100 we Wrocławiu, z czego zdecydowana większość przeznaczona była do obsługi instytucji administracyjno-gospodarczych i społeczno-politycznych. Od 7 grudnia 1945 roku miasto otrzymało kolejne połączenie z Łodzią, Katowicami, Krakowem i Warszawą. W marcu roku 1946 zwiększono ilość numerów telefonicznych do 20 000 i uruchomiono połączenia z Opolem, Poznaniem, Kaliszem, Wałbrzychem, Jelenią Górą, Kłodzkiem, Dzierżoniowem, Świdnicą, Nową Solą, Ziębicami i Żaganiem. W roku 1947 powstały we Wrocławiu dwie nowe centrale automatyczne: „Ratusz” i „Sępolno”. Powiększała się również liczba numerów telefonicznych na Dolnym Śląsku: w 1950 było 31 170 numerów, w 1960 – 49 857, w 1970 – 108 065, w 1980 – 174 264. W 1948 utworzono ponadto Rejonowe Urzędy Telefoniczno-Telegraficzne w Brzegu, Jeleniej Górze, Kłodzku, Legnicy, Nowej Soli, Wałbrzychu i kolejny we Wrocławiu. Dynamiczny rozwój telefonii dolnośląskiej dał temu regionowi na początku lat 60. miano najlepiej zautomatyzowanej telekomunikacji, zaś od końca lat 80. Dolny Śląsk jest w czołówce województw o największej sieci telefonii bezprzewodowej. Systematycznie zwiększa się również liczba odbiorców telefonicznych. W latach 1961–1965 przyłączono w okręgu dolnośląskim 25,8 tysiąca abonentów, w latach 1966–1970 – 19,3 tysiąca, 1971-1975 – 29,4 tysiąca, 1976-1980 – 42,2 tysiące. Od roku 1990 monopolistą telefonii i telegrafii pozostawała Telekomunikacja Polska S.A.